# Saint-Martin-des-Champs (Finistère)
Saint-Martin-des-Champs (bret. Sant-Martin-war-ar-Maez) – miejscowość i gmina we Francji, w regionie Bretania, w departamencie Finistère.
Według danych na rok 1990 gminę zamieszkiwały 4933 osoby, a gęstość zaludnienia wynosiła 314 osób/km² (wśród 1269 gmin Bretanii Saint-Martin-des-Champs plasuje się na 83. miejscu pod względem liczby ludności, natomiast pod względem powierzchni na miejscu 635.).